# Sandwich (Illinois)
Sandwich – miasto w Stanach Zjednoczonych stanie Illinois, w hrabstwie DeKalb. W 2000 roku mieszkało 6509 osób. W 2023 roku liczba mieszkańców wzrosła do 7212 osób, a gęstość zaludnienia niemal do 586 osób/km².

## Turystyka
Od 1888 każdego roku, zaraz po Labor day (dzień pracy w USA) od środy do niedzieli odbywa się Sandwich Fair. Jest to najstarsza impreza tego rodzaju w Illinois. W ciągu tych czterech dni impreza przyciąga dziennie około 100 tys. osób.

## Demografia
W 2000 mieszkało 6509 osób, było 2402 gospodarstw domowych i 1678 rodzin. Średnia wieku 36 lat. Na 100 kobiet przypada 96 mężczyzn.
Skład etniczny
- Biali 95,38%,
- Afroamerykanie 0,25%,
- Indianie 0,23%,
- Azjaci 0,32%,
- inne 2,8%

Grupy wiekowe:
- 0-18 lat: 28%
- 18–24 lat: 8%
- 25–44 lat: 30%
- 44-65 lat: 20%
- od 65 wzwyż: 14%